# Quercus mulleri
Quercus mulleri — вид рослин з родини букових (Fagaceae); мікроендемік у штаті Оахака — Мексика.

## Опис
Це невеликого чи середнього розміру дерево, що досягає у висоту 12–15(20) метрів, має густу крону з блискучих листків. Нещодавній генетичний аналіз Q. mulleri показав, що вид, ймовірно, є реліктом плейстоцену.

## Поширення й екологія
Ендемік одної місцевості поблизу віддаленого міста в Сьєрра-Сур, у штаті Оахака — Мексика.
Зростає у хвойно-дубовому лісі, що характеризується пересіченою місцевістю, крутими схилами й басейнами та помірним кліматом; на висотах 1000–1850 м.

## Використання
Істотно не збирається та не використовується людьми.

## Загрози й охорона
Q. mulleri стикається із загрозами деградації та знищення середовища проживання через постійне землеробство та вирубку деревини Pinus patula. Дуб має малу чисельність популяції і низький репродуктивний успіх. Враховуючи надзвичайно малу кількість репродуктивних особин, що включають цей вид, не виключено, що популяція може стати занадто малою, щоб зберегти життєздатність у майбутньому.
Проводяться спроби включити Q. mulleri до національного списку зникомих видів Мексики.